# استیون فرای در آمریکا
استیون فرای در آمریکا (انگلیسی: Stephen Fry in America) یک سریال شش قسمتی بی‌بی‌سی است که در سراسر آن استیون فرای در ایالات متحده آمریکا سفر می‌کند.
این سریال در دو بخش فیلم‌برداری شد. بخش اول در اکتبر-نوامبر ۲۰۰۷ و بخش دوم در فوریه-آوریل ۲۰۰۸. مهمانان ویژه این برنامه عبارتند از:استینگ ،جیمی ویلز، مورگان فریمن، بادی گای و تد ترنر.